# Payton Pritchard
Pour les articles homonymes, voir Pritchard.
Payton Michael Pritchard, né le 28 janvier 1998 à Tualatin en Oregon, est un joueur américain de basket-ball évoluant au poste de meneur pour les Celtics de Boston. Il est champion NBA 2024.

## Biographie

### Jeunesse
Pritchard a remporté quatre titres d’État consécutifs avec West Linn High School. Il a obtenu des moyennes de 22 points et 5,8 passes décisives par match en tant que junior et 23,6 points, 6,8 passes et 3,1 interceptions en tant que senior. Il est évalué comme un prospect quatre étoiles dans le classement ESPN et s'engage au près de l'université de l'Oregon. Il s’était déjà engagé auprès de l'université de l'Oklahoma, où son père Terry jouait au football américain. Pritchard a marqué 45 points au Northwest Shootout, un match entre les meilleur joueurs de l’Oregon et de Washington.
Pritchard a joué auprès de futurs stars de la NBA à Les Schwab Invitational, tout au long de sa carrière lycéenne, comme Ben Simmons, Jaylen Brown et Jahlil Okafor.

### Carrière universitaire
Entre 2016 et 2020, il joue quatre saisons en université avec les Ducks de l'Oregon avec qui il dispute lors de sa première saison le Final Four où Oregon se fait éliminer d'un point contre North Carolina.
En première année, Pritchard a fait 39 apparitions pour les Ducks de l'Oregon, avec une moyenne de 7,4 points et 3,6 passes décisives par match. Dans un match contre UCLA, Pritchard a réussi un tir à trois points pour rapprocher les Ducks à un point, puis réalise une passe décisive pour Dillon Brooks qui inscrit le panier vainqueur face à Lonzo Ball. Oregon fait sa première apparition de son histoire au Final Four et Pritchard a été le seul étudiant de première année à débuter un match dans le Final Four. Il se fait éliminer d'un point contre North Carolina.
Le 25 novembre 2017, Pritchard marque 29 points, son record en université, avec 8 passes décisives et 6 rebonds dans une victoire contre DePaul. Pour sa seconde saison il termine avec des moyennes nettement plus élevées de 14,5 points, 4,8 passes décisives et 3,6 rebonds par match.
En tant que junior, Pritchard a pris un départ décevant, mais il réalise une belle fin de saison, menant l’Oregon à un improbable Pac 12 Tournament Championship, jusqu'à atteindre le Sweet 16 du tournoi de la NCAA. Il a obtenu en moyenne 12,9 points, 4,6 passes et 3,9 rebonds par match et a été nommé meilleur joueur du Pac-12 Tournament. Après la saison, il s'inscrit à la draft 2019 de la NBA, mais il décide de retourner en Oregon pour sa saison senior.
En tant que senior, Pritchard était l’un des meilleurs joueurs du circuit universitaire. Le 18 janvier 2020, Pritchard a marqué 22 points et inscrit un tir lointain à 3 secondes de la fin du match, pour donner la victoire à son équipe après avoir été mené de 16 points contre Washington en prolongation. Le 30 janvier, Pritchard inscrit 21 points dans une victoire contre California et est devenu le leader en nombre de passes décisives dans l'histoire de la fac de l'Oregon. Il a battu son record, avec 38 points, dans une victoire contre Arizona, le 22 février dans un match incontournable pour maintenir les espoirs de l’Oregon pour un titre de la Pac-12 en saison régulière. Pour sa dernière année, Pritchard a obtenu en moyenne 20,5 points, 5,5 passes décisives et 4,3 rebonds par match, et il a été nommé Pac-12 Player of the Year. Pritchard s'est vu décerner le prix Bob Cousy en tant que meilleur meneur universitaire.

### Carrière professionnelle

#### Celtics de Boston (depuis 2020)
Il est automatiquement éligible à la draft 2020 de la NBA et est choisi en 26e position par les Celtics de Boston. Le 24 novembre 2020, il signe un contrat de 4 années au montant de 10,5 millions de dollars, comprenant des options d'équipes sur les deux dernières années. Dès sa saison rookie, Pritchard s'impose rapidement chez les Celtics et en l’absence de Kemba Walker, il termine avec le quatrième temps de jeu des cinq premiers matchs, derrière Jayson Tatum, Jaylen Brown et Marcus Smart. Le 4 janvier 2021, Pritchard établit son record en carrière avec 23 points dans une victoire contre les Raptors de Toronto, en plus de 8 passes décisives et 2 rebonds. Dans le match suivant, Pritchard a réussi un double-pas victorieux dans une victoire de 107-105 contre le Heat de Miami. Le 12 janvier 2021, Pritchard a obtenu sa première titularisation de sa carrière en NBA, mais sa performance a été décevante, marquant seulement 2 points en 28 minutes dans une défaite contre les Pistons de Détroit. Cette contre-performance est la première d'une série qui s'inscrit dans le "rookie wall" où il a eu du mal à être aussi efficace et percutant qu’il l’était en début de saison. Bien que cela ait pu être le résultat de la réintégration de Kemba Walker dans le cinq majeur, c’est aussi un phénomène commun associé aux jeunes joueurs, en particulier chez les rookies, où la charge de travail considérable et rigoureuse de leur première saison professionnelle nuit à la santé mentale et physique des joueurs,. Pritchard fait allusion à ses difficultés plus tard dans la saison mais il semble avoir passé le cap, à la mi-avril, quand il a inscrit au moins 10 points au cours de 6 matchs sur 7 d'affilée, y compris un nouveau record en carrière à 28 points contre le Thunder d'Oklahoma City le 27 avril 2021.
Pritchard a pris part à la formation des Celtics pour la NBA Summer League 2021. Au cours de la saison 2021-2022, il atteint les Finales NBA 2022 avec la franchise de Boston, mais s'incline face aux Warriors de Golden State.
Pritchard et les Celtics remportent le championnat NBA lors de la saison NBA 2023-2024.
À l'issue de la saison 2024-2025, Payton Pritchard est nommé NBA Sixth Man of the Year Award (meilleur sixième homme).

## Palmarès
- Finales NBA en 2022 avec les Celtics de Boston contre les Warriors de Golden State
- Champion de la conférence Est avec les Celtics de Boston en 2022 et 2024
- Champion NBA en 2024 avec les Celtics de Boston.
- NBA Sixth Man of the Year (meilleur sixième homme) en 2025.

### Universitaire
- Lute Olson Award (2020)
- Bob Cousy Award (2020)
- Consensus first-team All-American (2020)
- Pac-12 Player of the Year (2020)
- First-team All-Pac-12 (2020)
- Second-team All-Pac-12 (2018)
- Pac-12 Tournament MOP (2019)
- Nike Hoop Summit (2016)

## Statistiques

### Universitaires
Les statistiques de Payton Pritchard en matchs universitaires sont les suivantes :
| Saison    | Équipe   | Matchs | Titul. | Min./m | % Tir | % 3pts | % LF | Rbds/m. | Pass/m. | Int/m. | Ctr/m. | Pts/m. |
| --------- | -------- | ------ | ------ | ------ | ----- | ------ | ---- | ------- | ------- | ------ | ------ | ------ |
| 2016-2017 | Oregon   | 39     | 35     | 28,3   | 39,6  | 35,0   | 73,0 | 3,36    | 3,59    | 1,15   | 0,08   | 7,44   |
| 2017-2018 | Oregon   | 36     | 35     | 35,1   | 44,7  | 41,3   | 77,4 | 3,83    | 4,75    | 1,42   | 0,00   | 14,53  |
| 2018-2019 | Oregon   | 38     | 38     | 35,5   | 41,7  | 32,8   | 83,8 | 3,87    | 4,61    | 1,79   | 0,08   | 12,95  |
| 2019-2020 | Oregon   | 31     | 31     | 36,5   | 46,8  | 41,5   | 82,1 | 4,32    | 5,55    | 1,52   | 0,03   | 20,48  |
| Carrière  | Carrière | 144    | 139    | 33,7   | 43,7  | 37,9   | 80,0 | 3,82    | 4,57    | 1,47   | 0,05   | 13,47  |

### Professionnelles

#### Saison régulière
| Champion NBA |

| Saison    | Équipe   | Matchs | Titul. | Min./m | % Tir | % 3pts | % LF  | Rbds/m. | Pass/m. | Int/m. | Ctr/m. | Pts/m. |
| --------- | -------- | ------ | ------ | ------ | ----- | ------ | ----- | ------- | ------- | ------ | ------ | ------ |
| 2020-2021 | Boston   | 66     | 4      | 19,2   | 44,0  | 41,1   | 88,9  | 2,40    | 1,80    | 0,60   | 0,10   | 7,70   |
| 2021-2022 | Boston   | 71     | 2      | 14,1   | 42,9  | 41,2   | 100,0 | 1,90    | 2,00    | 0,40   | 0,10   | 6,20   |
| 2022-2023 | Boston   | 48     | 3      | 13,4   | 41,2  | 36,4   | 75,0  | 1,80    | 1,30    | 0,30   | 0,00   | 5,60   |
| 2023-2024 | Boston   | 82     | 5      | 22,3   | 46,8  | 38,5   | 82,1  | 3,20    | 3,40    | 0,50   | 0,10   | 9,60   |
| 2024-2025 | Boston   | 80     | 3      | 28,4   | 47,2  | 40,7   | 84,5  | 3,80    | 3,50    | 0,90   | 0,20   | 14,30  |
| Carrière  | Carrière | 347    | 17     | 20,2   | 45,4  | 39,9   | 85,6  | 2,70    | 2,50    | 0,50   | 0,10   | 9,10   |

#### Playoffs
| Saison   | Équipe   | Matchs | Titul. | Min./m | % Tir | % 3pts | % LF  | Rbds/m. | Pass/m. | Int/m. | Ctr/m. | Pts/m. |
| -------- | -------- | ------ | ------ | ------ | ----- | ------ | ----- | ------- | ------- | ------ | ------ | ------ |
| 2021     | Boston   | 5      | 0      | 13,4   | 35,3  | 30,0   | 100,0 | 1,80    | 2,40    | 0,40   | 0,00   | 3,40   |
| 2022     | Boston   | 24     | 0      | 12,9   | 42,2  | 33,3   | 66,7  | 1,90    | 1,60    | 0,30   | 0,10   | 4,80   |
| 2023     | Boston   | 10     | 0      | 5,7    | 54,5  | 40,0   | 80,0  | 0,60    | 1,10    | 0,10   | 0,00   | 3,20   |
| 2024     | Boston   | 19     | 0      | 18,7   | 41,9  | 38,3   | 91,7  | 1,90    | 2,10    | 0,20   | 0,00   | 6,40   |
| 2025     | Boston   | 11     | 0      | 27,5   | 45,5  | 40,3   | 82,4  | 2,30    | 1,50    | 0,50   | 0,00   | 11,90  |
| Carrière | Carrière | 69     | 0      | 15,8   | 43,5  | 37,0   | 83,3  | 1,80    | 1,70    | 0,30   | 0,00   | 6,00   |

## Records sur une rencontre en NBA
Les records personnels de Payton Pritchard en NBA sont les suivants, :
| Type de statistique        | Saison régulière | Saison régulière          | Saison régulière  | Playoffs | Playoffs                   | Playoffs     |
| Type de statistique        | Record           | Adversaire                | Date              | Record   | Adversaire                 | Date         |
| -------------------------- | ---------------- | ------------------------- | ----------------- | -------- | -------------------------- | ------------ |
| Points                     | 43               | Trail Blazers de Portland | 5 mars 2025       | 18       | @ Heat de Miami            | 17 mai 2022  |
| Paniers marqués            | 15               | @ Wizards de Washington   | 14 avril 2024     | 6        | 2 fois                     | 2 fois       |
| Paniers tentés             | 22               | 2 fois                    | 2 fois            | 16       | @ Heat de Miami            | 17 mai 2022  |
| Paniers à 3 points réussis | 10               | Trail Blazers de Portland | 5 mars 2025       | 4        | 3 fois                     | 3 fois       |
| Paniers à 3 points tentés  | 16               | 2 fois                    | 2 fois            | 11       | @ Heat de Miami            | 17 mai 2022  |
| Lancers francs réussis     | 7                | 2 fois                    | 2 fois            | 3        | Heat de Miami              | 1er mai 2024 |
| Lancers francs tentés      | 8                | @ Cavaliers de Cleveland  | 1er décembre 2024 | 4        | Heat de Miami              | 1er mai 2024 |
| Rebonds offensifs          | 4                | 6 fois                    | 6 fois            | 2        | 5 fois                     | 5 fois       |
| Rebonds défensifs          | 13               | Hawks d'Atlanta           | 9 avril 2023      | 5        | @ Warriors de Golden State | 2 juin 2022  |
| Rebonds totaux             | 14               | Hawks d'Atlanta           | 9 avril 2023      | 6        | @ Warriors de Golden State | 2 juin 2022  |
| Passes décisives           | 13               | @ Wizards de Washington   | 17 mars 2024      | 5        | 2 fois                     | 2 fois       |
| Interceptions              | 5                | @ Hornets de Charlotte    | 1er novembre 2024 | 1        | 13 fois                    | 13 fois      |
| Contres                    | 2                | @ Pistons de Détroit      | 1er janvier 2021  | 1        | 2 fois                     | 2 fois       |
| Balles perdues             | 7                | Hawks d'Atlanta           | 9 avril 2023      | 3        | Cavaliers de Cleveland     | 7 mai 2024   |
| Minutes jouées             | 46               | Hawks d'Atlanta           | 9 avril 2023      | 30       | @ Heat de Miami            | 17 mai 2022  |

- Double-double : 10
- Triple-double : 1

Dernière mise à jour : 9 avril 2025